# 甘竹灘
|  |

甘竹灘是广州经顺德往江门、肇庆的重要航道，因滩口狭窄，既受西江和北江洪水，又受潮汐影响，滩底石脉横跨，滩下暗礁林立，滩水湍急。

## 引用文獻
1. ↑  . 顺德新闻网. 2019-05-28  [2020-07-17]. （原始内容存档于2020-07-10）.. 重刊自珠江商报.